# Regatul Muli
Regatul Muli (în chineză: 木里土司; pinyin: mùlǐ tǔsī, în tibetană སྨི་ལི་རྒྱལ་པོ, în transliterare Wylie: smi li rgyal po, într-o transcriere fonetică simplificată: mili gyalpo) a fost o formă de organizare politică medievală instalată pe teritoriul actualului districtului autonom tibetan Muli. A ființat din 1648, la scurt timp după invadarea regiunii de către hanul mongol Güshi Khan, până în 1952, după ce a fost proclamată Republica Populară Chineză. Populația acestei regiuni a fost majoritar de etnie pumi, o minoritate tibeto-birmaneză apropiată tibetanilor și practicantă a poliandriei.
Acest regat s-a aflat sub conducerea șefului de trib din Yongning (永宁土司) și a urmat rânduiala religioasă a gelugpa a budismului tibetan (budismul Vajrayana). Lama marelui templu Wanersai (瓦尔寨大寺) a fost liderul religios al regiunii.
Joseph Rock a numit Muli „țara călugărului lama galben”, iar Alexandra David-Neel l-a descris drept un „regat de operetă guvernat de un lider religios”. Scriitorul britanic James Hilton s-a inspirat din acest loc în reprezentarea văii utopice Shangri-La în romanul său Orizont pierdut (în engleză Lost Horizon).

## Istoric
Gushi Khan a invadat regiunea Kham la începutul anilor 1640, ucigându-l pe regele Beri Donyo Dorje, practicant al religiei bon și persecutându-i pe budiști.
Regatul Muli a fost format în 1648, atunci când administrația dinastiei Qing a conferit titlul de tusi lui Jiangyang rongbu (降央绒布).
Bombardamentele japoneze asupra zonelor de coastă în timpul celui de-al Doilea Război Chino-Japonez (1937-1945), în anii 1930, și în special masacrul din Nanking, au determinat mutarea capitalei Republicii Chineze la Chongqing (aflat atunci în provincia Sichuan), deplasarea multor refugiați în această regiune, precum și în capitala Kunming a provinciei Yunnan, care a devenit un important oraș industrial. Artiștii care au studiat artele plastice la Hangzhou, printre care Xia Ming (夏明, 1915-1999), au început să exploreze regiunile culturale tibetane, inclusiv Muli, în cea de-a doua jumătate a anilor 1940. Xia Ming, care a pictat acolo din 1945 până în 1948, a fondat Școala Primară Națională din Xikang (provincie care a existat din 1939 până în 1955).